# Eugen Segewitz
Karl Eugen Segewitz (* 22. Februar 1885 in Pforzheim; † 22. März 1952 in Wangen) war ein deutscher Maler.

## Leben
Karl Eugen Segewitz war ein Sohn des Goldschmieds Probus Segewitz (1857–1921) und dessen Ehefrau Luise Wilhelmine Segewitz geb. Wenz (1862–1897). Dem Wunsch seines Vaters folgend, erlernte er den Beruf des Emaillemalers. Während seiner Lehrzeit besuchte er die Kunstgewerbeschule Pforzheim und war Schüler von Julius Müller-Salem. 1907 nahm Segewitz ein Kunststudium an der Kunstakademie Karlsruhe auf. Hier lernte er zunächst bei Ludwig Schmid-Reutte (1863–1909), später bei Friedrich Fehr (1862–1927) und Wilhelm Trübner (1851–1917).
Nach dem Studium arbeitete Segewitz ab 1919 als freischaffender Künstler. Im selben Jahr heiratete er die dänische Fotografin Kamilla Birch (1885–1969). Das Paar lebte anfangs in Burbach, später in Karlsruhe. In der Ehe kamen ein Sohn und vier Töchter zur Welt. Nach seinem Dienst als Soldat während des Ersten Weltkriegs (1916–1917), von dem er aus gesundheitlichen Gründen frühzeitig entlassen wurde, wandte sich Segewitz vorübergehend dem Expressionismus zu. Er war Mitglied der 1019 gegründeten Karlsruher Künstlergruppe „Rih“. Weitere Mitglieder waren Rudolf Schlichter, Walter Becker, Wladimir von Zabotin, Oskar Fischer, Georg Scholz und Egon Itta.
Um 1921 kam er während einer Urlaubsreise an den Bodensee – eine Gegend, die fortan eine starke Anziehungskraft auf ihn ausübte. Segewitz kehrte immer wieder zur Höri und zum Untersee zurück. Um 1930 ließ er sich endgültig in Wangen nieder. Eugen Segewitz bevorzugte die Ölmalerei, am liebsten und häufigsten malte er die Landschaft des Schienerbergs sowie des Untersees, besonders im Herbst und Winter, Sonnenuntergänge und Gewitterstimmungen. Er gehörte zur Gruppe der Höri-Künstler (auch Höri-Maler), bildende Künstler, die sich in den 1920er bis 1940er Jahren auf der Halbinsel Höri am Bodensee niederließen. Ihre bekanntesten Vertreter waren Erich Heckel und Otto Dix. Nach 1930 zog sich Segewitz weitgehend aus dem öffentlichen Kunstleben zurück. Nach einem Krankenhausaufenthalt in Singen starb er am 22. März 1952 in seinem Heimatort Wangen.

## Werke (Auswahl)
- 1912: Abend am Bodensee

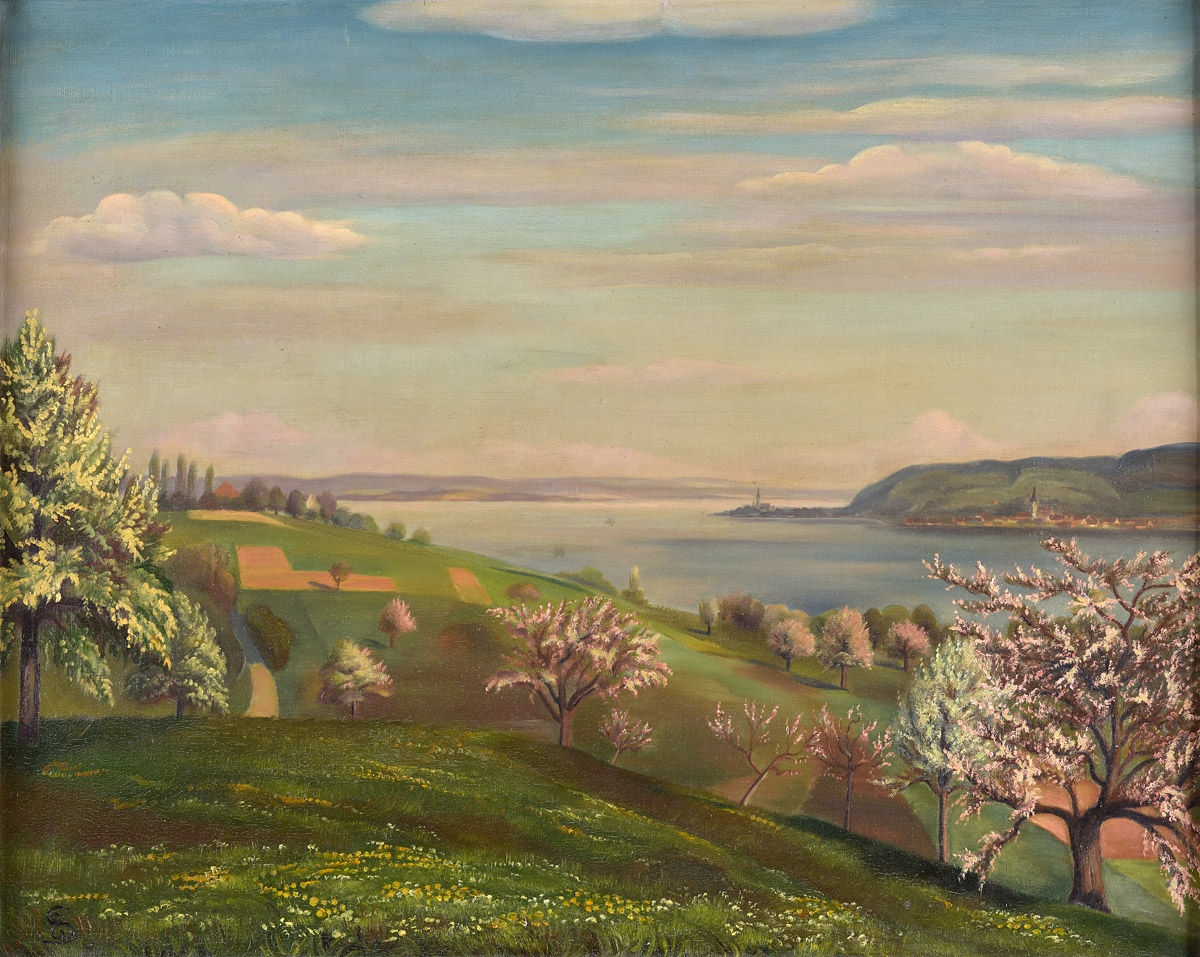
Frühling am Untersee

- 1912: Selbstbildnis mit Hut
- 1914: Bildnis der Tochter Lilli als Kind
- 1914: Kakteen auf weissem Grund
- 1916: Stilleben mit blühenden Kakteen
- 1918: Christus am Ölberg
- 1919: Gewalt
- 1919: Ruhe auf der Flucht
- 1926: Portrait Paula Sagehorn, Öl auf Leinwand, 26 cm × 40 cm
- 1929: Selbstbildnis, Öl, 76 cm × 67 cm
- 1931: Wangen am Bodensee
- 1936: Blick auf Wangen mit Untersee und Schweizer Ufer, Öl auf Leinwand, 40 cm × 50 cm
- 1956: Gewitter am See, Öl, 120 cm × 108 cm